# Maackia australis
Maackia australis là một loài thực vật có hoa trong họ Đậu. Loài này được (Dunn) Takeda miêu tả khoa học đầu tiên.